# Crevoladossola
Crevoladossola (piemontiul: Creussa) település Olaszországban. Lakosainak száma 4505 fő (2023. január 1.). Crevoladossola Bognanco, Crodo, Masera, Montecrestese, Trasquera, Varzo és Domodossola községekkel határos.

## Népesség
A település népességének változása:
| Lakosok száma | 4579 | 4600 | 4505 |
|               | 2017 | 2018 | 2023 |